# William Michaels
William Michaels est un boxeur américain né le 13 juillet 1876 à Alcoa dans le Tennessee et mort en 1934.

## Carrière
Il remporte aux Jeux olympiques d'été de 1904 à Saint-Louis la médaille de bronze dans la catégorie poids lourds malgré sa défaite en demi-finale par KO à la 3e reprise face à son compatriote Samuel Berger.

## Palmarès

### Jeux olympiques
- Jeux olympiques de 1904 à Saint-Louis (poids lourds)